# Joe Scally
Joseph Michael „Joe” Scally (ur. 31 grudnia 2002 w Lake Grove) – amerykański piłkarz występujący na pozycji prawego obrońcy, reprezentant Stanów Zjednoczonych, od 2021 roku zawodnik niemieckiej Borussii Mönchengladbach.